# 学校法人小松原学園
学校法人小松原学園は、日本の学校法人。

## 概要
小松原高校、小松原女子高校の創設者である小松原1代～3代の時には実学を中心とした学校経営であったが、男女別学、工業系の学校は時代にそぐわず、入学者数が減少。2000年に進学を意識したカリキュラムが組まれるようになり、2011年の小松原誠の死去後、4代目野村克哉のもとで運営改革・教育改革が推進され、進学校化を方針として学校名の変更、小松原高等学校の男女共学化、機械科と自動車科の廃止、移転などを行った。5代目富樫強が引継ぎ、現在にいたる。

## 設置している学校

### 高等学校
- 叡明高等学校（旧小松原高等学校）
- 浦和麗明高等学校（旧小松原女子高等学校）

### 幼稚園
- 小松原幼稚園（2007年（平成19年）3月閉園）

## 本部
- さいたま市浦和区（浦和麗明高等学校に隣接）

## 理事長
- 初代　小松原賢誉
- 2代　 小松原俊誉（1947年-2005年
- 3代　 小松原誠（1942年-2011年）
- 4代　 野村克哉（2011年～2015年）
- 5代    富樫強 (2015〜2022年)
- 6代　細根茂（2022年～）

## 創立者
- 小松原賢誉